# École nationale supérieure de techniques avancées
École nationale supérieure de techniques avancées (ENSTA ParisTech) är en fransk grande école som utexaminerar generalistingenjörer i norra Frankrike (Palaiseau), och som är medlem av Université Paris-Saclay.

## Utbyte & Dubbla examina
Flera svenska tekniska högskolor, till exempel Lunds tekniska högskola och Kungliga Tekniska högskolan, har utbyte med ENSTA ParisTech, bland annat nätverket TIME, som efter ett tvåårigt utbyte ger rätt till en examen också från den utländska högskolan.